# 逆性石鹸

塩化ベンザルコニウムは消毒用逆性石鹸に用いられている。

逆性石鹸（ぎゃくせいせっけん）は、高級アミンの塩(えん)からなる界面活性剤である。

## 概要
逆性石鹸という言葉は、一般に広く利用されている石鹸との対比から名付けられたものである。
通常の石鹸（普通石鹸）は、水に溶けた際に親水基が陰イオンに電離する、いわゆる陰イオン界面活性剤である。対する逆性石鹸（陽性石鹸）は水に溶けた際の親水基が陽イオンに電離する陽イオン界面活性剤（カチオン界面活性剤）である。
逆性石鹸は普通石鹸に比べると界面活性作用はあまり強くないものが多い。しかし陽性に荷電した逆性石鹸は、セルロースやたんぱく質など、陰性に荷電した高分子とは電気的に吸着しやすいという性質がある。また衣類や頭髪に吸着することで、空気中の水分が保持されやすくなり、柔軟性を与えることから、衣類の柔軟剤や頭髪用リンスとしても利用される。
普通石鹸と逆性石鹸を混ぜると、会合して両者ともに界面活性を失い、普通石鹸の洗浄効果も、逆性石鹸の殺菌や柔軟効果も共に減弱してしまう。例えばシャンプー（普通石鹸）とリンス（逆性石鹸）を混ぜたり、手洗い用の石鹸と消毒用の逆性石鹸を混ぜると、充分な効果は得られなくなる。また逆性石鹸は、溶液中に汚れなどの有機物が大量に存在すると、それらと結合してしまい、本来意図している微生物や衣類、頭髪への結合が阻害される結果、その効果が減弱する。
このため、逆性石鹸を用いるときは、まず普通石鹸で汚れを十分に落とした後、水で十分にすすいで普通石鹸を洗い流し、その後で逆性石鹸を使うのが効果的である。

## 殺菌剤としての逆性石鹸
逆性石鹸のうち、塩化ベンザルコニウムおよび塩化ベンゼトニウムが、外用の逆性せっけんとしてもちいられる。塩化セチルピリジニウムがトローチやうがい薬などに配合されて、口腔や気道に用いられる。
逆性石鹸は、一般的な細菌、菌類（真菌）、原生生物、一部のウイルスなど、広範な微生物に対して洗浄作用を示し、その効果には持続性がある。ただし芽胞に対しては無効であり、真菌、緑膿菌、結核菌、エンベロープを持たないウイルスに対する作用は弱い。E. H. Spauldingが提唱した区分では、3段階（高水準・中水準・低水準）のうち、低水準のグループに分類されており、対象としては、環境・器具・手指・粘膜。また対象微生物は、一般細菌に使用可能だが、真菌に対しては高濃度長時間処理が必要となり、芽胞・結核菌・ウイルスには効果がない。
また上述したように、普通石鹸や汚れとなる有機物と混合すると、効力が低下するため注意が必要である。特に薬用石鹸（普通石鹸に他の殺菌成分を配合したもの）との混同から、逆性石鹸に強力な殺菌力を期待した使い方をするなどの誤った使い方がなされることもあるため、逆性石鹸以外の名称を用いる場合もある。さらに近年は、他の消毒薬と同様、使用中の逆性石鹸の中から緑膿菌やセラチア菌などの細菌が検出される例も報告されており、適切な使用、保管が重要であることが再認識されている。
逆性石鹸は水溶液として用いる他、エタノールと混合して速乾性の手指消毒薬（スクラブ）として用いられることもある。スクラブは速乾性で水がなくても使用可能であることに加え、エタノールと逆性石鹸という、作用点が異なる二種類の薬によって相乗的な殺菌効果を得ることができ、しかも逆性石鹸の殺菌力が持続することから、有用な消毒薬として用いられている。特に、塩化ベンザルコニウムではエタノール溶液が、水溶液とともに医療分野などで利用されている。